# Tridactyle minuta
Tridactyle minuta är en orkidéart som beskrevs av Phillip James Cribb. Tridactyle minuta ingår i släktet Tridactyle och familjen orkidéer. Inga underarter finns listade i Catalogue of Life.